# Barbara Robb
Barbara Robb (de soltera Anne, 15 de abril de 1912-21 de junio de 1976) fue una activista británica dedicada al bienestar de las personas mayores hospitalizadas, más conocida por fundar y liderar el grupo de presión AEGIS (Ayuda para personas mayores en instituciones gubernamentales) y por el libro Sans Everything: un caso que responder.
Robb, psicoterapeuta profesional, fundó AEGIS después de presenciar el trato inadecuado e inhumano de uno de sus antiguos pacientes y de otras ancianas durante una visita al Hospital Friern. AEGIS realizó una campaña para mejorar la atención de las personas mayores en las salas de estancia prolongada de los hospitales psiquiátricos del Servicio Nacional de Salud (NHS). En 1967, Robb recopiló Sans Everything: A Case to Answer, un controvertido libro que detalla las deficiencias de la atención brindada a las personas mayores, lo que provocó un escándalo en todo el país. Aunque inicialmente las investigaciones oficiales sobre estas acusaciones informaron que eran "totalmente infundadas o extremadamente exageradas", sus campañas llevaron a revelar otros casos de malos tratos que fueron aceptados y llevaron al gobierno a implementar cambios en las políticas del NHS.

## Infancia
Barbara Anne nació en el seno de una familia de recusantes católicos en Yorkshire, tuvo una infancia privilegiada, fue educada en un centro religioso y asistió a la escuela en Kensington, Londres. Bailó con la compañía Vic-Wells, precursora del Royal Ballet, pero una lesión en el tobillo puso fin a su carrera como bailarina. En cambio, estudió teatro y escenografía en la Chelsea School of Art. En Chelsea conoció a Brian Robb, artista, dibujante e ilustrador. Se casaron en 1937.
El abuelo de Robb, el mayor Ernest Charlton Anne (1852-1939) inspiró su perspectiva humanitaria. Robb recordó sus palabras muchos años después: "cuando veas a alguien que necesita ayuda, ayúdalo" y "dondequiera que haya ortigas, seguramente habrá hojas de muelle para curar la picadura [...] Recuerda que todo en la vida es como las ortigas, siempre hay hojas de muelle si miras lo suficiente".
Amy Anne, la madre de Robb, murió de cáncer en 1935, y su hermano Robert Anne murió en servicio en la Segunda Guerra Mundial en 1941.

## Años intermedios (1940-1965)
Durante la década de 1940, Robb se formó en psicoterapia junguiana con la orientación del psicoanalista y sacerdote dominico, el padre Víctor White. Robb llevó a cabo un "notable autoanálisis", y prácticamente fue autodidacta en las técnicas de la disciplina. White mantuvo correspondencia y colaboró con Carl Jung. Las cartas entre ellos se refieren a los sueños de Robb y su interpretación, su personalidad y apariencia; Jung escribió: "Decididamente te deja adivinando", también dijo que ella era "una mirada y más allá". White la definió como "bastante tacaña" y no sabía muy bien cómo "tratar" con ella.
Hasta 1965, Robb ejerció como psicoterapeuta. Ella y Brian vivían en una pequeña casa de campo en Hampstead, cada uno de los tres pisos medía poco más de 2,5 por 3,5 metros. Querían hijos, pero no tuvieron ninguno. Tenían una buena vida social, incluyendo la compañía de artistas y políticos, a menudo de izquierda, y pasaban las vacaciones en Venecia, donde Brian pintaba. A Robb le gustaban la ropa y los sombreros de moda; CH Rolph escribió en sus memorias: "Incluso aunque fuera posible olvidar a Barbara, no sería posible olvidar esos sombreros extraordinarios, cuidadosamente elegidos y obviamente caros, con los que parecía transmutar cada ocasión en una especie de Ascot de una sola mujer".

## Visita al Hospital Friern, 1965

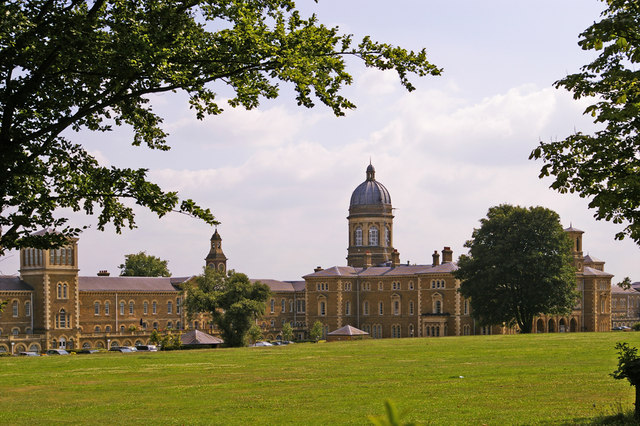
Friern Hospital en 2008 (ahora renovado como vivienda privada)

White presentó a Amy Gibbs (1891-1967) a Robb en 1943, para hacer psicoterapia. Gibbs estuvo bien durante los siguientes 20 años. Trabajó como costurera y en su jubilación se dedicó al arte. A finales de 1963, Gibbs ingresó en el Friern Hospital, una institución psiquiátrica . Esperaba ser admitida por un corto espacio de tiempo para ajustar su medicación que la hacía sentir "aturdida".
En diciembre de 1964, un amigo en común le informó a Robb que Gibbs todavía estaba en Friern, en una "sala de espera" de larga estancia y quería verla. En su primera visita en enero de 1965, Robb se sorprendió por lo que vio y escuchó en la sala: los cortes de pelo del uniforme de los pacientes, la falta de actividades, la ropa institucional, la falta de pertenencias personales, como gafas, dentaduras postizas y audífonos, y la dureza de las enfermeras. Robb comenzó "Diario de nadie", un diario de sus visitas para asegurarse de que  quedaba registradas con precisión, ya que "sentí que nunca tendría la conciencia tranquila si no hacía todo lo posible para tratar de corregir esta situación".

## AEGIS (1965 – c. 1975)
En unos meses, Robb fundó AEGIS, que se convirtió en uno de los grupos de presión más decididos del país. Se trataba de u grupo pequeño, de élite y de perfil alto, que utilizaba los medios de comunicación para dar a conocer sus denuncias. Su equipo de asesores y activistas incluyó a Brian Abel-Smith; CH Rolph; Audrey Harvey; David Kenworthy, undécimo barón Strabolgi; los psiquiatras Russell Barton, Anthony Whitehead y David Enoch; enfermeras con puestos de responsabilidad en el Royal College of Nursing y otros profesionales de manera puntual. Strabolgi se aseguró de que una copia del 'Diario de nadie' llegara al ministro de Salud, Kenneth Robinson, quien dijo que investigaría, aunque no pasó nada.
Robb era una apasionado de la causa y trabajaba incesantemente para lograr mejoras en los pabellones de estancias prolongadas de los centros psiquiátricos. Su casa se convirtió en la sede de AEGIS. La misma Robb describió su estilo de hacer campaña como agresivo: "Me adapto mejor a Walls of Jericho que a las tácticas del caballo de Troya". El Sunday Times describió su impulso extraordinario y su horario esclavo de trabajo de doce horas al día, seis días a la semana, que incluía actuar como consejera de "cientos de enfermeras angustiadas" y responder personalmente a un número constante de correspondencia. A través de su determinación implacable y sus contactos con la prensa, según Richard Crossman (el Secretario de Estado de Salud y Servicios Sociales 1968-1970), Robb logró la reputación de ser "un peligro terrible" para el gobierno, una "bomba" que "tenía que desactivar".

## Sans Everything

### Sans Everythingy su recepción (1967)
AEGIS publicó Sans Everything en 1967. Los capítulos escritos por enfermeras y trabajadores sociales, junto con el 'Diario de nadie' de Robb, describían una atención escandalosa, inhumana e inadecuada en las salas de estancia prolongada de siete hospitales. Los barracones estaban abarrotados y sin personal. Las prácticas poco dignas y poco amables incluían: manipulación brusca, burlas, bofetadas, insultos a los pacientes y baños rápidos en "fila" de más de 40 pacientes ancianos y frágiles en una sola mañana. Había poca privacidad, si es que la había, incluso para el cuidado personal. La hora de acostarse podía ser a las 5 pm. Algunas salas estaban cerradas y sin personal por la noche, y el personal responsable ignoraba los riesgos, por ejemplo, de incendio. Hubo falta de atención médica y, por lo general, no hubo ningún intento de rehabilitación. El personal rara vez era deliberadamente cruel, pero las prácticas de enfermería duras, irrespetuosas y condescendientes, especialmente para las personas mayores, eran aceptadas por el personal como estándar. Las prácticas a menudo evolucionaron a partir de intentos de diseñar métodos que ahorraran tiempo para superar la carga de trabajo y manejar un gran número de pacientes en entornos superpoblados, o se debieron a la ignorancia del tratamiento y la atención psiquiátricos y geriátricos modernos. La comprensión generalizada, excesivamente pesimista y estereotipada del inevitable y desesperado declive crónico de la vejez impregnaba y contribuía a la negatividad del personal. El personal que se quejaba o deseaba cambiar la forma de realizar las prácticas era acusado de deslealtad y podía ser acosado hasta el punto de dimitir o ser destituido de sus cargos. Sans Everything propuso remedios, entre ellos: servicios psiquiátricos especializados para tratar, rehabilitar y apoyar a las personas mayores mentalmente enfermas, según el modelo practicado en el Hospital Severalls de Colchester. Este modelo intentaba prevenir la admisión y potenciaba las altas cuando fuera posible. Asimismo promovía la construcción de viviendas en alquiler en terrenos alrededor de los hospitales psiquiátricos para generar ingresos y que el NHS pagara mejores servicios y alojamiento para las personas mayores. También potenciaban el seguimiento de los procedimientos para garanatizar altos estándares en la atención a través de procedimientos mejorados tras las quejas del NHS, de un defensor del pueblo en el hospital y de una inspección. El seguimiento por parte del Ministerio sin embargo, no condujo a mejoras.
A lo largo de la campaña de AEGIS, el personal de los servicios de salud, los políticos, los pacientes y sus familiares, los medios de comunicación y el público en general, respondieron de maneras diversas. Iban desde el respaldo absoluto a las acusaciones de malas prácticas, tanto por parte de la prensa y la mayoría de los familiares de los pacientes, hasta el rechazo absoluto, más evidente en los  altos niveles de la administración del NHS. AEGIS luchó por convencer al Ministerio de Salud y a las juntas regionales de hospitales (RHB), que administraban los hospitales, sobre lo que sucedía en ellos. Robinson criticó públicamente el libro y anunció en el programa de noticias de televisión de la BBC 24 Hours que estaba seguro de que no había mala atención a los pacientes y que las investigaciones lo demostrarían. La prensa criticó a Robinson "quien, para su vergüenza, pareció burlarse de las acusaciones".

### Investigaciones sobre las acusaciones
Robinson pidió a las RHB, los responsables de los hospitales de Sans Everything que establecieran comités de investigación. Estos comités adoptaron diversas tácticas durante sus investigaciones que no estaban de acuerdo con las recomendaciones del gobierno. Estas incluían: desacreditar las evidencias de Sans Everything como falsas, poco fiables o exageradas, en base a su evaluación de la personalidad de los testigos; usando preguntas capciosas; aceptar que las prácticas eran correctas porque así se hacía siempre; y justificar sus decisiones basándose en los comentarios del personal superior a quien juzgaban, en lugar de utilizar fuentes independientes sobre la mejor práctica psiquiátrica y geriátrica. Los comités demostraron sus suposiciones sobre la excelencia de la atención de enfermería y que el NHS era "el mejor servicio de salud del mundo", y mantuvieron ideas excesivamente negativas sobre las personas mayores y las enfermedades mentales. También parecían desconocer las rígidas y autodefensivas jerarquías administrativas y de enfermería de los hospitales psiquiátricos y que los denunciantes podían ser víctimas. Los comités carecían de experiencia profesional en la investigación de Juntas nombradas por el gobierno que habían descuidado sus responsabilidades en detrimento de la población a la que servían (como en Aberfan, 1966). Algunos comités ignoraban o desconocían las orientaciones vigentes sobre la gestión de reclamaciones del NHS. El Consejo de Tribunales, el organismo público creado para garantizar investigaciones justas, criticó el manejo de Robinson de las acusaciones de Sans Everything.
Las investigaciones hicieron 48 recomendaciones generales, pero no confirmaron las acusaciones específicas en Sans Everything. Robinson publicó los informes de investigación como un Libro Blanco y anunció, en la Cámara de los Comunes, que las acusaciones eran "totalmente infundadas o extremadamente exageradas" y que los comités informaron "muy favorablemente sobre el nivel de atención brindado". Un estudio en profundidad del Libro Blanco mostró que la interpretación de Robinson era incorrecta, al borde del engaño. Crossman registró en su diario que Robinson pensó que su trato con Sans Everything silenciaría a Robb, y que su manejo de Sans Everything era una 'represalia' contra ella. Esto encaja con la observación de Max Beloff, profesor de Administración Pública en Oxford, de que "la mayoría de las investigaciones están tan amañadas que resultan ser nada más que el sistema que se mira a sí mismo y encuentra más para admirar que para culpar".

### Otros escándalos revelados a raíz deSans Everything
En respuesta a la publicidad sobre Sans Everything, el personal de varios otros hospitales psiquiátricos hizo denuncias de malos tratos similares. Un documental de televisión de World in Action sobre Powick Hospital, Ward F13, expuso la vida indecorosa de 78 mujeres ancianas en un pabellón de Nightingale con enfermeras con exceso de trabajo. Había un "descontento latente" entre los estudiantes de enfermería del Hospital Whittingham, Lancashire, pero las enfermeras superiores ignoraban sus preocupaciones. Un empleado del Hospital South Ockendon, Essex, envió de forma anónima a Robb páginas arrancadas de un libro de informes de la sala, describiendo lesiones graves probablemente infligidas por el personal a un paciente. Barbara Castle (Secretaria de Estado de Salud y Servicios Sociales 1974–6) reconoció la participación y la perseverancia personal de Robb. La acción del remitente señaló la reputación de Robb de ocuparse de las quejas graves del NHS y enfatizó la necesidad de una autoridad oficial e independiente, por ejemplo, un defensor del pueblo, a quien el personal pudiera dirigirse directamente. Surgieron otros informes inquietantes, incluidas las muertes de pacientes en el Hospital Farleigh, Bristol, y las condenas de tres miembros del personal de la sala por homicidio involuntario.
Un informe sobre Sans Everything de David Roxan en News of the World provocó cartas de preocupación del personal y ex personal sobre otros hospitales. Roxan los remitió al Ministerio. Uno se refería al Hospital Ely, Cardiff. La Junta del Hospital de Gales estableció un comité de investigación sobre las condiciones en Ely presidido por Geoffrey Howe. Howe había representado recientemente a los gerentes del Coal Board en la investigación sobre el desastre de Aberfan, por lo que tenía experiencia en una investigación sobre negligencia en el sector público. Howe llevó a cabo la investigación de Ely de manera rigurosa y evitó los procesos sesgados de las investigaciones de Sans Everything. Sopesó meticulosamente todas las pruebas del denunciante, el auxiliar de enfermería Michael Pantelides. El comité confirmó la mayoría de las acusaciones de Pantelides, que eran similares a las de Sans Everything, incluido el maltrato de pacientes, la victimización del personal que se quejó y la gestión hospitalaria inadecuada. Howe quería que se publicara su informe completo. Crossman (Robinson había dejado desde entonces el Ministerio de Salud), temeroso de las habilidades legales de Howe y la relación de Robb con la prensa, estuvo de acuerdo. El día que Crossman reveló los hallazgos de la Investigación Ely en la Cámara de los Comunes, también anunció planes para establecer una inspección de hospitales del NHS para ayudar a garantizar estándares más altos. La investigación de Ely, junto con las de Farleigh, Whittingham y South Ockendon, reivindicó a Robb y Sans Everything, aunque las autoridades del NHS no se disculparon públicamente. Sans Everything se desvaneció de la agenda y de la historia, mientras que las otras investigaciones, especialmente Ely, alcanzaron un estatus de gran prestigio.

## Resultados, muerte y legado
La creación de una política del NHS fue y es compleja. Robb y AEGIS no pudieron hacer cambios de manera independiente, pero indudablemente influyeron en ellos. Robb continuó ejerciendo presión sobre el gobierno para implementar propuestas, a través de la prensa, miembros del parlamento, pares, incluido Lord Strabolgi, y directamente en el DHSS ( Departamento de Salud y Seguridad Social ) a través de Abel-Smith. Crossman estaba más dispuesto que Robinson a remediar los déficits en los hospitales de larga estancia. En 1969, Crossman estableció el Hospital Advisory Service (HAS), una inspección. (La Comisión de Calidad de la Atención es la encarnación de 2016. ) El HA vinculado a propuestas en Sans Everything. Crossman, con Howe, Abel-Smith, Robb, Peter Townsend, Bea Serota y algunos otros presentaron un caso poderoso para realizar mejoras y asignar más fondos a los hospitales de estadía prolongada. El DHSS también produjo 'planos', junto con el personal clínico del NHS, para desarrollos futuros. Estos contribuyeron a mejorar los servicios para las personas con enfermedades mentales y "discapacidad mental" y para las personas mayores.
Se produjeron otros cambios relacionados con el trabajo de Robb, algunos bajo sucesivos gobiernos. Incluyeron: desencadenar otras revelaciones de malos tratos y presionar al gobierno para que iniciara investigaciones sobre ellos; la primera revisión de los procedimientos de quejas en la historia del NHS (1971-3); el Defensor del Pueblo del NHS (1973) y la primera guía del DHSS sobre la prevención de la violencia en los hospitales (1976). Otros grupos de presión siguieron el estilo de AEGIS y adoptaron métodos más asertivos utilizando los medios de comunicación para cambiar la opinión pública y presionar al gobierno. Sans Everything también se vinculó a campañas para mejorar la educación y las condiciones de empleo de las enfermeras y al desarrollo de la nueva especialidad de 'psiquiatría de la vejez', adoptando un enfoque proactivo y rehabilitador de las enfermedades mentales en las personas mayores.
La campaña AEGIS se detuvo abruptamente cuando a Robb le diagnosticaron cáncer en 1974. Aunque su agenda comenzó a llenarse unos meses después, la campaña nunca recuperó toda su fuerza. Robb murió en su casa en Hampstead el 21 de junio de 1976. Una piedra conmemorativa con su nombre (y más tarde el de su marido) se encuentra en el cementerio familiar en Burghwallis, Yorkshire. Su epitafio dice: "Campeona intrépida de la causa de los ancianos en los hospitales". El legado de Robb fue significativo: como dijo Abel-Smith en 1990, "Que una mujer [...] repentinamente haga tanto en un período tan corto y, trágicamente, muera tan pronto, es una historia notable".

## Otras lecturas
Claire Hilton, Mejorando la atención psiquiátrica para personas mayores: Campaña de Barbara Robb 1965-1975 (Palgrave Macmillan, 2017) https://www.palgrave.com/de/book/9783319548128